# Гірськолижний спорт на зимових Олімпійських іграх 2014 — швидкісний спуск (чоловіки)
Змагання зі швидкісного спуску у гірськолижному спорті серед чоловіків на зимових Олімпійських іграх 2014 пройшли 9 лютого. Місцем проведення змагань став гірськолижний курорт Роза Хутір. Змагання почалися о 11:15 за місцевим часом (UTC+4) з 15-хвилинною затримкою щодо розкладу. Це був перший вид гірськолижної програми, у якому були розіграні медалі на Іграх у Сочі. У чоловічому швидкісному спуску взяли участь 49 спортсменів з 23 країн (один гірськолижник на старт не вийшов). Чинним чемпіоном у цій дисципліні був швейцарський гірськолижник Дідьє Дефаго, який виступав і у Красній Поляні, але не зумів потрапити навіть до 10-ки найкращих.
Маттіас Маєр, син віце-чемпіона Олімпійських ігор 1988 року у супергіганті Гельмута Маєра, жодного разу не був навіть у трійці найкращих на етапах Кубка світу у швидкісному спуску. На рахунку Маттіаса лише два других місця в супергіганті. Австрійці, які не виграли жодної медалі у чоловічому гірськолижному спорті на Олімпіаді 2010 року у Ванкувері, у Сочі вже в першому старті взяли золото.
Крістоф Іннергофер виграв свою першу у кар'єрі олімпійську медаль (італійці виграли медаль у цій дисципліні вперше з 1976 року, коли третім на Іграх в Інсбруку став Герберт Планк). К'єтіль Янсруд додав бронзу Сочі до свого срібла Ванкувера-2010 у гігантському слаломі.
Маєр достатньо повільно пройшов верхню частину траси: на другій контрольній позначці з п'яти він поступався Іннерхоферу 0,44 сек, Боде Міллеру — 0,31 сек, Янсруд — 0,15 сек, проте другу частину траси пройшов значно впевненіше.

## Медалісти
| Золото                 | Срібло                      | Бронза                    |
| Маттіас Маєр · Австрія | Крістоф Іннергофер · Італія | К'єтіль Янсруд · Норвегія |

## Змагання
| Місце | Номер | Спортсмен                      | Країна               | Час     | Відставання |
| ----- | ----- | ------------------------------ | -------------------- | ------- | ----------- |
| 1     | 11    | Маттіас Маєр                   | Австрія              | 2:06,23 |             |
| 2     | 20    | Крістоф Іннергофер             | Італія               | 2:06,29 | +0,06       |
| 3     | 8     | К'єтіль Янсруд                 | Норвегія             | 2:06,33 | +0,10       |
| 4     | 18    | Аксель Лунд Свіндаль           | Норвегія             | 2:06,52 | +0,29       |
| 5     | 7     | Тревіс Генонг                  | США                  | 2:06,64 | +0,41       |
| 6     | 3     | Карло Янка                     | Швейцарія            | 2:06,71 | +0,48       |
| 7     | 14    | Петер Філл                     | Італія               | 2:06,72 | +0,49       |
| 8     | 15    | Боде Міллер                    | США                  | 2:06,75 | +0,52       |
| 9     | 9     | Макс Франц                     | Австрія              | 2:07,03 | +0,80       |
| 10    | 21    | Ерік Ґей                       | Канада               | 2:07,04 | +0,81       |
| 11    | 17    | Домінік Паріс                  | Італія               | 2:07,13 | +0,90       |
| 12    | 10    | Вернер Гіл                     | Італія               | 2:07,16 | +0,93       |
| 13    | 13    | Беат Фойц                      | Швейцарія            | 2:07,49 | +1,26       |
| 14    | 27    | Дідьє Дефаго                   | Швейцарія            | 2:07,79 | +1,56       |
| 15    | 16    | Патрік Кюнг                    | Швейцарія            | 2:07,82 | +1,59       |
| 16    | 26    | Давид Пуассон                  | Франція              | 2:07,83 | +1,60       |
| 17    | 23    | Георг Штрайтбергер             | Австрія              | 2:07,86 | +1,63       |
| 18    | 19    | Адрієн Тео                     | Франція              | 2:07,89 | +1,66       |
| 19    | 6     | ТБенджамін Томсен              | Канада               | 2:08,00 | +1,77       |
| 20    | 29    | Ондржей Банк                   | Чехія                | 2:08,24 | +2,01       |
| 21    | 2     | Ян Гудеков                     | Канада               | 2:08,49 | +2,26       |
| 22    | 22    | Клаус Крелль                   | Австрія              | 2:08,50 | +2,27       |
| 23    | 5     | Олександр Глєбов               | Росія                | 2:08,96 | +2,73       |
| 24    | 33    | Клемен Коси                    | Словенія             | 2:08,96 | +2,75       |
| 25    | 28    | Мануель Осборн-Параді          | Канада               | 2:09,00 | +2,77       |
| 26    | 30    | Гієрмо Фає                     | Франція              | 2:09,03 | +2,80       |
| 27    | 1     | Стівен Наймен                  | США                  | 2:09,15 | +2,92       |
| 28    | 31    | Пауль де ла Куеста             | Іспанія              | 2:09,46 | +3,23       |
| 29    | 24    | Натко Зрнчіч-Дим               | Хорватія             | 2:09,80 | +3,57       |
| 30    | 25    | Марко Салліван                 | США                  | 2:10,10 | +3,87       |
| 31    | 36    | Юрій Данилочкин                | Білорусь             | 2:10,58 | +4,35       |
| 32    | 34    | Кевін Астеба Рігайл            | Андорра              | 2:10,80 | +4,57       |
| 33    | 35    | Ігор Закурдаєв                 | Казахстан            | 2:11:28 | +5,05       |
| 34    | 4     | Ферран Терра                   | Іспанія              | 2:11,43 | +5,20       |
| 35    | 46    | Мартін Враблік                 | Чехія                | 2:11,73 | +5,50       |
| 36    | 49    | Георгі Георгієв                | Болгарія             | 2:12,49 | +6,26       |
| 37    | 41    | Кристоффер Фааруп              | Данія                | 2:12.55 | +6.32       |
| 38    | 45    | Нікола Чонгаров                | Болгарія             | 2:12.57 | +6.34       |
| 39    | 39    | Арнод Алессандрія              | Монако               | 2:12.71 | +6.48       |
| 40    | 37    | Марк Олверас                   | Андорра              | 2:12.76 | +6.53       |
| 41    | 42    | Хенрік вон Аппен               | Чилі                 | 2:13.16 | +6.93       |
| 42    | 48    | Мартін Хубер                   | Казахстан            | 2:13.51 | +7.28       |
| 43    | 40    | Дмитро Кошкін                  | Казахстан            | 2:14.63 | +8.40       |
| 44    | 47    | Ігор Лайкерт                   | Боснія і Герцеговина | 2:15.07 | +8.84       |
| 45    | 43    | Мартін Бендік                  | Словаччина           | 2:15.39 | +9.16       |
| 46    | 50    | Йоан Валеріу Ахірилоає         | Румунія              | 2:17.46 | +11.23      |
| 47    | 38    | Робертс Роде                   | Латвія               | 2:17.50 | +11.27      |
|       | 44    | Крістіан Хав'єр Симарі Біркнер | Аргентина            | DNS     |             |
|       | 12    | Жоан Кларі                     | Франція              | DNF     |             |
|       | 32    | Александер Аамодт Кільдій      | Норвегія             | DNF     |             |